# Корешков, Михаил Егорович
Михаи́л Его́рович Корешко́в (1905—1965) — советский металлург. Лауреат Сталинской премии первой степени.

## Биография
Родился 5 ноября 1905 года в посёлке Сормово (ныне — Сормовский район Нижнего Новгорода) в семье металлургов. Окончил школу ФЗУ в Кулебаках, где работал на Кулебакском металлургическом заводе сталеваром 5-го разряда. Окончил рабфак и институт, получил направление на «Электросталь». Работал мастером, начальником смены, инженером. С 1928 года — Член КПСС.
Работал в третьем сталеплавильном цехе завода «Электросталь». В 1939—1957 и 1960—1965 годах директор завода. Во время войны получил приказ от первого секретаря горкома взорвать завод «Электросталь», но отказался, за что был задержан. Освобождён по указанию МК КПСС. В 1941 году завод эвакуировали на Урал, через год Михаилу Корешкову поручили восстановить «Электросталь», в частности первый сталеплавильный цех, два мартена, одну восьмитонную печь во втором сталеплавильном, станы «600» и «300», а также кузнечный и термический цехи.
В 1957—1960 начальник управления металлургической промышленности Московского СНХ. Руководитель и непосредственный участник разработки технологии производства жаропрочных сталей.
Входил в состав пленума МК КПСС, был депутатом Верховного Совета РСФСР 3-го созыва. Делегат XIX съезда КПСС.
Умер 7 сентября 1965 года. Похоронен на Старом городском кладбище города Электросталь.

## Семья
Жена — Надежда Сергеевна (учитель начальных классов). Три дочери и сын.
Корешкова Тамара Михайловна
Корешкова Антонина Михайловна
Корешкова Ольга Михайловна
Корешков Михаил Михайлович

## Память

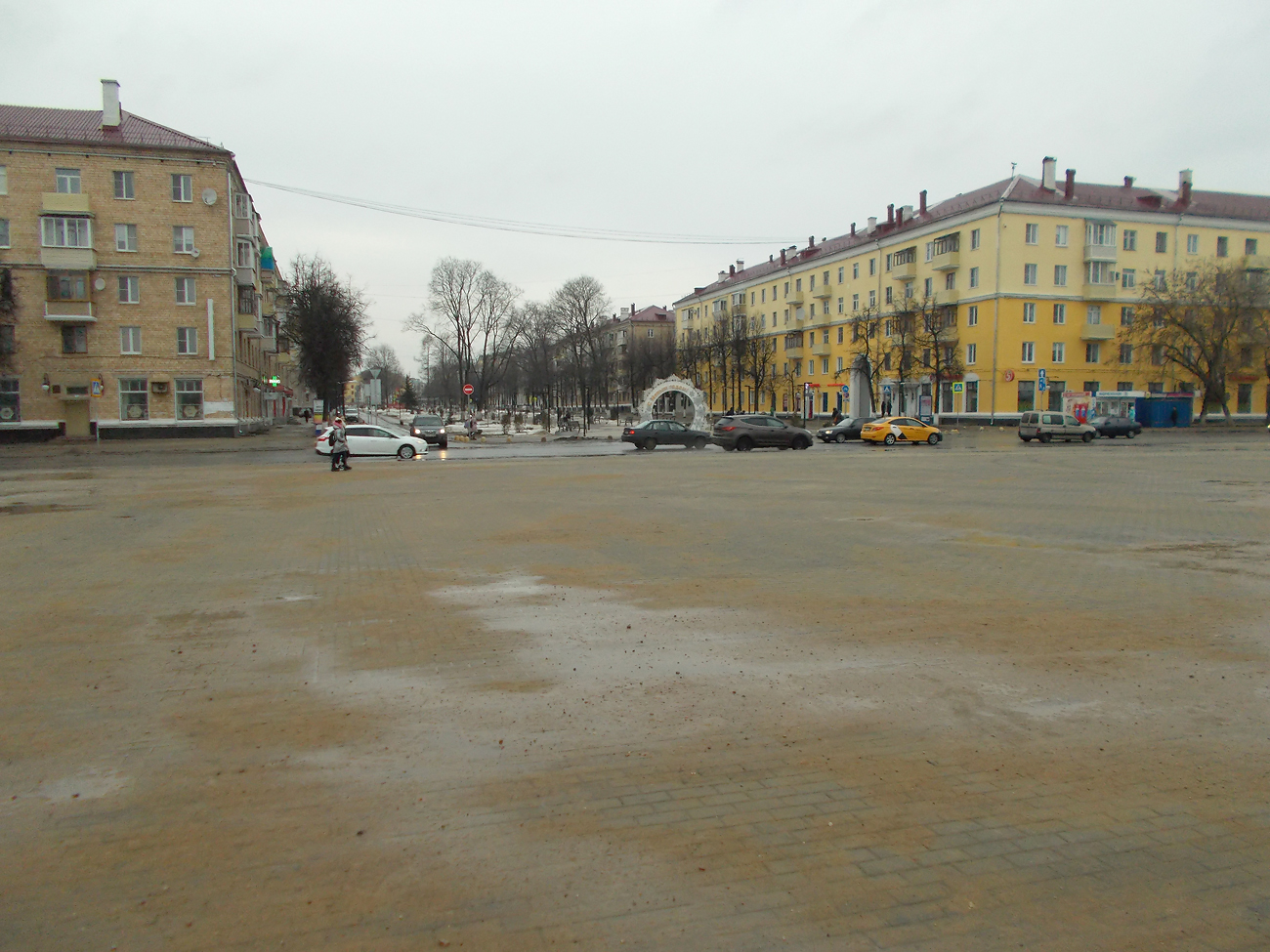
Улица Корешкова в Электростали

Решением Горсовета Электростали улица Вокзальная переименована в улицу Корешкова.

## Награды и премии
- Сталинская премия первой степени (1949) — за разработку технологии производства жаропрочного сплава[6];
- Четыре ордена Ленина[6];
- Орден Трудового Красного знамени[3];
- Медали.